# Кућа књижара Марка Марковића
Кућа књижара Марка Марковића налази се у градској општини Стари град, у улици Господар Јовановој 45а у Београду. Уврштена је у споменик културе Србије.

## Историјат и архитектура
Објекат је изграђен 1904. године по пројекту архитекте Јелисавете Начић. Током 1936. године извршене су мање преправке куће према нацртима инжењера Јана Швејкара, уз очување аутентичности објекта. Кућа је грађена као угаона, приземна породична кућа са баштом, обликована у духу академизма. Фасада је кордонским венцем рашчлањена на две хоризонталне целине, док је употребом плитких пиластера са коринтским капителима остварена вертикалност. На грађевини су наглашени украси који фланкирају прозоре, као и украси који се налазе на забату изнад прозора и кровном венцу.
Кућа књижара Марка Марковића значајно је ауторско остварење Јелисавете Начић, прве жене архитекте у Србији. Својим архитектонским и урбанистичким концептом на простору Дунавске падине, свеодочи о историјском континуитету организованог градског живота у дужем временском периоду. Кућа је аутентичан пример грађанске куће са почетка 20. века.